# Copa Libertadores 2019
La Copa Libertadores 2019, denominada oficialmente Copa Conmebol Libertadores 2019, fue la sexagésima edición del torneo de clubes más importante de América del Sur, organizado por la Confederación Sudamericana de Fútbol, en la que participaron equipos de diez países: Argentina, Bolivia, Brasil, Chile, Colombia, Ecuador, Paraguay, Perú, Uruguay y Venezuela. El certamen tuvo un receso entre la fase de grupos y los octavos de final, con motivo de la realización de la Copa América 2019 en Brasil.
El sorteo de las fases preliminares y de grupos se realizó el 17 de diciembre de 2018 en Luque, Paraguay, junto con la primera fase de la Copa Sudamericana 2019.
Fue campeón el equipo brasileño Flamengo, que ganó su segundo título del torneo continental 38 años después venciendo por la mínima a River Plate. Por ello, jugó la Copa Mundial de Clubes de la FIFA 2019 y disputó la Recopa Sudamericana 2020 contra Independiente del Valle, campeón de la Copa Sudamericana 2019. Se clasificó, además, para la fase de grupos de la Copa Libertadores 2020. La final de esta copa fue la primera en disputarse a un solo partido llevado a cabo en un estadio neutral, determinación que fue oficialmente adoptada el 14 de agosto de 2018. En primera instancia, la sede elegida fue el Estadio Nacional, de Santiago de Chile. No obstante, el 5 de noviembre de 2019, la Conmebol reconsideró la designación debido a la grave crisis política del país y decidió que el estadio encargado de acoger la final fuera el Monumental de Lima, Perú.

## Formato
Al igual que la edición anterior, la competición contó con tres fases clasificatorias de eliminación directa, en las que participaron 19 equipos, de los cuales 4 lograron la clasificación a fase de grupos y se sumaron a los ya 28 clasificados (incluye el campeón de la Copa Libertadores 2018 por Argentina y el campeón de la Copa Sudamericana 2018 por Brasil); de la fase de grupos accedieron los 2 primeros de cada zona a las cuatro últimas fases (octavos de final, cuartos de final, semifinales y final), también de eliminación directa, hasta declarar al campeón. Además, 10 equipos fueron transferidos a la Copa Sudamericana 2019 (los dos mejores perdedores de la Fase 3 y los terceros de la fase de grupos). A partir de esta edición, la final comenzó a disputarse a un solo partido.
|                             |                             | Equipos que entran en esta fase | Equipos que provienen de la fase anterior                                           |
| --------------------------- | --------------------------- | --- | ----------------------------------------------------------------------------------- |
| Fase 1 (6 equipos)          | Fase 1 (6 equipos)          | - 1 equipo de Bolivia, Ecuador, Paraguay, Perú, Uruguay y Venezuela |                                                                                     |
| Fase 2 (16 equipos)         | Fase 2 (16 equipos)         | - 2 equipos de Brasil, Chile y Colombia. - 1 equipo de Argentina, Bolivia, Ecuador, Paraguay, Perú, Uruguay y Venezuela | - 3 equipos clasificados de la Fase 1                                               |
| Fase 3 (8 equipos)          | Fase 3 (8 equipos)          | | - 8 equipos clasificados de la Fase 2                                               |
| Fase de grupos (32 equipos) | Fase de grupos (32 equipos) | - 5 equipos de Brasil y Argentina - 2 equipos de Chile, Colombia, Bolivia, Ecuador, Paraguay, Perú, Uruguay y Venezuela - El campeón de la Copa Libertadores 2018 (Argentina) - El campeón de la Copa Sudamericana 2018 (Brasil) | - 4 equipos clasificados de la Fase 3                                               |
| Fases finales (16 equipos)  | Fases finales (16 equipos)  | | - 8 equipos primeros de la Fase de grupos - 8 equipos segundos de la Fase de grupos |

### Distribución de cupos
| Asociación                           | Cupos | Fase de grupos | Fase 3 | Fase 2 | Fase 1 |
| ------------------------------------ | ----- | -------------- | ------ | ------ | ------ |
| Brasil                               | 7     | 5              | –      | 2      | –      |
| Argentina                            | 6     | 5              | –      | 1      | –      |
| Bolivia                              | 4     | 2              | –      | 1      | 1      |
| Chile                                | 4     | 2              | –      | 2      | –      |
| Colombia                             | 4     | 2              | –      | 2      | –      |
| Ecuador                              | 4     | 2              | –      | 1      | 1      |
| Paraguay                             | 4     | 2              | –      | 1      | 1      |
| Perú                                 | 4     | 2              | –      | 1      | 1      |
| Uruguay                              | 4     | 2              | –      | 1      | 1      |
| Venezuela                            | 4     | 2              | –      | 1      | 1      |
| Campeón de la Copa Libertadores 2018 | 1     | 1              | –      | –      | –      |
| Campeón de la Copa Sudamericana 2018 | 1     | 1              | –      | –      | –      |
| Fase anterior                        | -     | 4              | 8      | 3      | -      |
| Total                                | 47    | 32             | 8      | 16     | 6      |

### Calendario
Según lo publicado en el sitio oficial de la Conmebol.
| Fase           | Ronda            | Fecha de sorteo         | Ida                 | Vuelta                     |
| -------------- | ---------------- | ----------------------- | ------------------- | -------------------------- |
| Clasificatoria | Fase 1           | 17 de diciembre de 2018 | 22 al 24 de enero   | 29 al 31 de enero          |
| Clasificatoria | Fase 2           | 17 de diciembre de 2018 | 5 al 7 de febrero   | 12 al 14 de febrero        |
| Clasificatoria | Fase 3           | 17 de diciembre de 2018 | 19 al 21 de febrero | 26 al 28 de febrero        |
| Grupos         | Fecha 1          | 17 de diciembre de 2018 | 5 al 7 de marzo     | 5 al 7 de marzo            |
| Grupos         | Fecha 2          | 17 de diciembre de 2018 | 12 al 14 de marzo   | 12 al 14 de marzo          |
| Grupos         | Fecha 3          | 17 de diciembre de 2018 | 2 al 4 de abril     | 2 al 4 de abril            |
| Grupos         | Fecha 4          | 17 de diciembre de 2018 | 9 al 11 de abril    | 9 al 11 de abril           |
| Grupos         | Fecha 5          | 17 de diciembre de 2018 | 23 al 25 de abril   | 23 al 25 de abril          |
| Grupos         | Fecha 6          | 17 de diciembre de 2018 | 7 al 9 de mayo      | 7 al 9 de mayo             |
| Eliminatoria   | Octavos de final | 13 de mayo de 2019      | 23 al 25 de julio   | 30 de julio al 1 de agosto |
| Eliminatoria   | Cuartos de final | 13 de mayo de 2019      | 20 al 22 de agosto  | 27 al 29 de agosto         |
| Eliminatoria   | Semifinales      | 13 de mayo de 2019      | 1 y 2 de octubre    | 22 y 23 de octubre         |
| Eliminatoria   | Final            | 13 de mayo de 2019      | 23 de noviembre     | 23 de noviembre            |

## Elección de la sede de la final
A partir de esta edición, la Conmebol decidió que la final se juegue a un solo partido, en una sede elegida de antemano, al igual que la de la Copa Sudamericana. En el Congreso del 14 de agosto de 2018 se eligieron ambos escenarios, entre tres estadios propuestos.
La elección recayó en el estadio Nacional de Santiago de Chile, que originalmente recibiría la final el 23 de noviembre.
Con posterioridad, debido a la gravedad del conflicto social desatado en Chile, el martes 5 de noviembre, la Conmebol decidió trasladar la sede al Estadio Monumental de la ciudad de Lima, Perú.
| Perú                         |            |
| Ciudad                       | Estadio    |
| Lima                         | Monumental |
|                              |            |
| 80 093 espectadores          |            |
| Final Copa Libertadores 2019 |            |

## Equipos participantes
| País                                                        | Equipo                                                                                           | Vía de clasificación |
| ----------------------------------------------------------- | ------------------------------------------------------------------------------------------------ | --- |
| Argentina 6 cupos + campeón vigente de la Copa Libertadores | River Plate Boca Juniors Godoy Cruz Rosario Central San Lorenzo Huracán Talleres (C)             | Campeón de la Copa Libertadores 2018 Campeón de la Superliga Argentina 2017-18 Subcampeón de la Superliga Argentina 2017-18 Campeón de la Copa Argentina 2017-18 3.º puesto de la Superliga Argentina 2017-18 4.º puesto de la Superliga Argentina 2017-18 5.º puesto de la Superliga Argentina 2017-18                                                                             |
| Bolivia 4 cupos                                             | Jorge Wilstermann San José The Strongest Bolívar                                                 | Campeón del Torneo Apertura 2018 Campeón del Torneo Clausura 2018 Subcampeón del Torneo Clausura 2018 4.º puesto de la Tabla acumulada de la División Profesional 2018 |
| Brasil 7 cupos + campeón vigente de la Copa Sudamericana    | Athletico Paranaense Palmeiras Cruzeiro Flamengo Internacional Grêmio São Paulo Atlético Mineiro | Campeón de la Copa Sudamericana 2018 Campeón del Campeonato Brasileño de Fútbol Serie A 2018 Campeón de la Copa de Brasil 2018 Subcampeón del Campeonato Brasileño Serie A 2018 3.º puesto del Campeonato Brasileño Serie A 2018 4.º puesto del Campeonato Brasileño Serie A 2018 5.º puesto del Campeonato Brasileño Serie A 2018 6.º puesto del Campeonato Brasileño Serie A 2018 |
| Chile 4 cupos                                               | Universidad Católica Universidad de Concepción Universidad de Chile Palestino                    | Campeón de la Primera División de Chile 2018 Subcampeón de la Primera División de Chile 2018 3.º puesto de la Primera División de Chile 2018 Campeón de la Copa Chile 2018 |
| Colombia 4 cupos                                            | Deportes Tolima Junior Independiente Medellín Atlético Nacional                                  | Campeón del Torneo Apertura 2018 Campeón del Torneo Finalización 2018 1.º puesto de la Tabla de reclasificación de la Categoría Primera A 2018 Campeón de la Copa Colombia 2018 |
| Ecuador 4 cupos                                             | Liga de Quito Emelec Barcelona Delfín                                                            | Campeón del Campeonato Ecuatoriano Serie A 2018 Subcampeón del Campeonato Ecuatoriano Serie A 2018 2.º puesto de la Tabla acumulada del Campeonato Ecuatoriano Serie A 2018 4.º puesto de la Tabla acumulada del Campeonato Ecuatoriano Serie A 2018 |
| Paraguay 4 cupos                                            | Olimpia Cerro Porteño Libertad Nacional                                                          | Campeón del Torneo Apertura 2018 y Torneo Clausura 2018 2.º puesto de la Tabla acumulada del Campeonato de Primera División 2018 3.º puesto de la Tabla acumulada del Campeonato de Primera División 2018 4.º puesto de la Tabla acumulada del Campeonato de Primera División 2018                                                                                                  |
| Perú 4 cupos                                                | Sporting Cristal Alianza Lima Melgar Real Garcilaso                                              | Campeón del Campeonato Descentralizado 2018 Subcampeón del Campeonato Descentralizado 2018 3.º puesto del Campeonato Descentralizado 2018 4.º puesto del Campeonato Descentralizado 2018 |
| Uruguay 4 cupos                                             | Peñarol Nacional Danubio Defensor Sporting                                                       | Campeón del Campeonato Uruguayo de Primera División 2018 Subcampeón del Campeonato Uruguayo de Primera División 2018 3.º puesto de la Tabla anual del Campeonato Uruguayo de Primera División 2018 4.º puesto de la Tabla anual del Campeonato Uruguayo de Primera División 2018 |
| Venezuela 4 cupos                                           | Zamora Deportivo Lara Caracas Deportivo La Guaira                                                | Campeón de la Primera División 2018 Subcampeón de la Primera División 2018 2.º puesto de la Tabla acumulada de la Primera División 2018 3.º puesto de la Tabla acumulada de la Primera División 2018 |

### Distribución geográfica de los equipos
Distribución geográfica de las sedes de los equipos participantes:

## Sorteo
El sorteo se realizó el 17 de diciembre de 2018 en la sede de la Confederación, ubicada en la ciudad de Luque, Paraguay. En ese mismo día, se sorteó la primera fase de la Copa Sudamericana 2019.
Los bombos fueron distribuidos de acuerdo con el Ranking Conmebol Libertadores 2019.

### Fase 1
| Bombo 1                                                        | Bombo 2                                                  |
| -------------------------------------------------------------- | -------------------------------------------------------- |
| - Defensor Sporting (35) - Nacional (37) - Real Garcilaso (57) | - Delfín (87) - Deportivo La Guaira (209) - Bolívar (21) |

### Fase 2
| Bombo 1 | Bombo 2 |
| --- | --- |
| - Atlético Nacional (4) - Atlético Mineiro (10) - São Paulo (13) - Libertad (23) - Barcelona (24) - Universidad de Chile (29) - Independiente Medellín (64) - Caracas (67) | - Melgar (80) - Palestino (84) - Danubio (85) - Talleres (C) (182) - The Strongest (27) - Fase 1 Ganador E1 - Fase 1 Ganador E2 - Fase 1 Ganador E3 |

### Fase de grupos
| Bombo 1 | Bombo 2 | Bombo 3 | Bombo 4 |
| --- | --- | --- | --- |
| - River Plate (1) - Boca Juniors (2) - Grêmio (3) - Nacional (5) - Peñarol (6) - Palmeiras (7) - Cruzeiro (9) - Olimpia (12) | - Athletico Paranaense (53) - San Lorenzo (14) - Cerro Porteño (15) - Emelec (16) - Internacional (25) - Flamengo (30) - Universidad Católica (33) - Sporting Cristal (34) | - Jorge Wilstermann (41) - Rosario Central (43) - Liga de Quito (46) - Junior (51) - Alianza Lima (55) - Huracán (59) - Godoy Cruz (60) - Zamora (69) | - Deportivo Lara (72) - Deportes Tolima (76) - San José (83) - Universidad de Concepción (152) - Fase 3 Ganador G1 - Fase 3 Ganador G2 - Fase 3 Ganador G3 - Fase 3 Ganador G4 |

| 1. 2. |

## Fases clasificatorias

### Fase 1
| Fechas           | Local en la ida          | Global | Local en la vuelta | Ida | Vuelta | Llave |
| ---------------- | ------------------------ | ------ | ------------------ | --- | ------ | ----- |
| 22 y 30 de enero | Delfín                   | 5:1    | Nacional           | 3:0 | 2:1    | E1    |
| 23 y 29 de enero | (v.) Deportivo La Guaira | 2:2    | Real Garcilaso     | 1:0 | 1:2    | E2    |
| 23 y 30 de enero | Bolívar                  | 5:6    | Defensor Sporting  | 2:4 | 3:2    | E3    |

### Fase 2
| Fechas            | Local en la ida     | Global       | Local en la vuelta     | Ida | Vuelta | Llave |
| ----------------- | ------------------- | ------------ | ---------------------- | --- | ------ | ----- |
| 5 y 12 de febrero | Danubio             | 4:5          | Atlético Mineiro       | 2:2 | 2:3    | C1    |
| 5 y 13 de febrero | Melgar              | 1:0          | Universidad de Chile   | 1:0 | 0:0    | C2    |
| 5 y 13 de febrero | The Strongest       | 2:6          | Libertad               | 1:1 | 1:5    | C3    |
| 6 y 12 de febrero | Palestino           | 2:2 (4:1 p.) | Independiente Medellín | 1:1 | 1:1    | C4    |
| 6 y 13 de febrero | Talleres (C)        | 2:0          | São Paulo              | 2:0 | 0:0    | C5    |
| 7 y 14 de febrero | Deportivo La Guaira | 0:1          | Atlético Nacional      | 0:1 | 0:0    | C6    |
| 6 y 13 de febrero | Delfín              | 1:1          | Caracas (v.)           | 1:1 | 0:0    | C7    |
| 6 y 12 de febrero | Defensor Sporting   | 3:1          | Barcelona              | 3:0 | 0:1    | C8    |

### Fase 3
| Fechas             | Local en la ida   | Global       | Local en la vuelta | Ida | Vuelta | Llave |
| ------------------ | ----------------- | ------------ | ------------------ | --- | ------ | ----- |
| 20 y 27 de febrero | Defensor Sporting | 0:2          | Atlético Mineiro   | 0:2 | 0:0    | G1    |
| 19 y 26 de febrero | Melgar            | 3:2          | Caracas            | 2:0 | 1:2    | G2    |
| 21 y 28 de febrero | Libertad          | 1:1 (5:4 p.) | Atlético Nacional  | 1:0 | 0:1    | G3    |
| 20 y 27 de febrero | Talleres (C)      | 3:4          | Palestino          | 2:2 | 1:2    | G4    |

Nota: Los equipos con mejor ubicación en el Ranking Conmebol jugaron como locales en el partido de vuelta.

#### Tabla de equipos eliminados
Los dos mejores perdedores de la Fase 3 fueron transferidos a la segunda fase de la Copa Sudamericana 2019.

|  | Equipos transferidos a la segunda fase de la Copa Sudamericana 2019 |
|  | Equipos eliminados                                                  |

| Equipo            | Pts. | PJ | PG | PE | PP | GF | GC | DG |
| ----------------- | ---- | -- | -- | -- | -- | -- | -- | -- |
| Atlético Nacional | 3    | 2  | 1  | 0  | 1  | 1  | 1  | 0  |
| Caracas           | 3    | 2  | 1  | 0  | 1  | 2  | 3  | –1 |
| Talleres (C)      | 1    | 2  | 0  | 1  | 1  | 3  | 4  | –1 |
| Defensor Sporting | 1    | 2  | 0  | 1  | 1  | 0  | 2  | –2 |

## Fase de grupos
Los participantes se distribuyeron en 8 grupos de 4 equipos cada uno. Los dos primeros de cada uno de ellos pasaron a los octavos de final y los terceros fueron transferidos a la segunda fase de la Copa Sudamericana 2019. Los criterios de clasificación fueron los siguientes:
1. Puntos obtenidos.
2. Diferencia de goles.
3. Mayor cantidad de goles marcados.
4. Mayor cantidad de goles marcados como visitante.
5. Ubicación en el Ranking Conmebol.

|  | Equipos clasificados a los Octavos de final.                         |
|  | Equipos transferidos a la segunda fase de la Copa Sudamericana 2019. |
|  | Equipos eliminados de la competición.                                |

### Grupo A

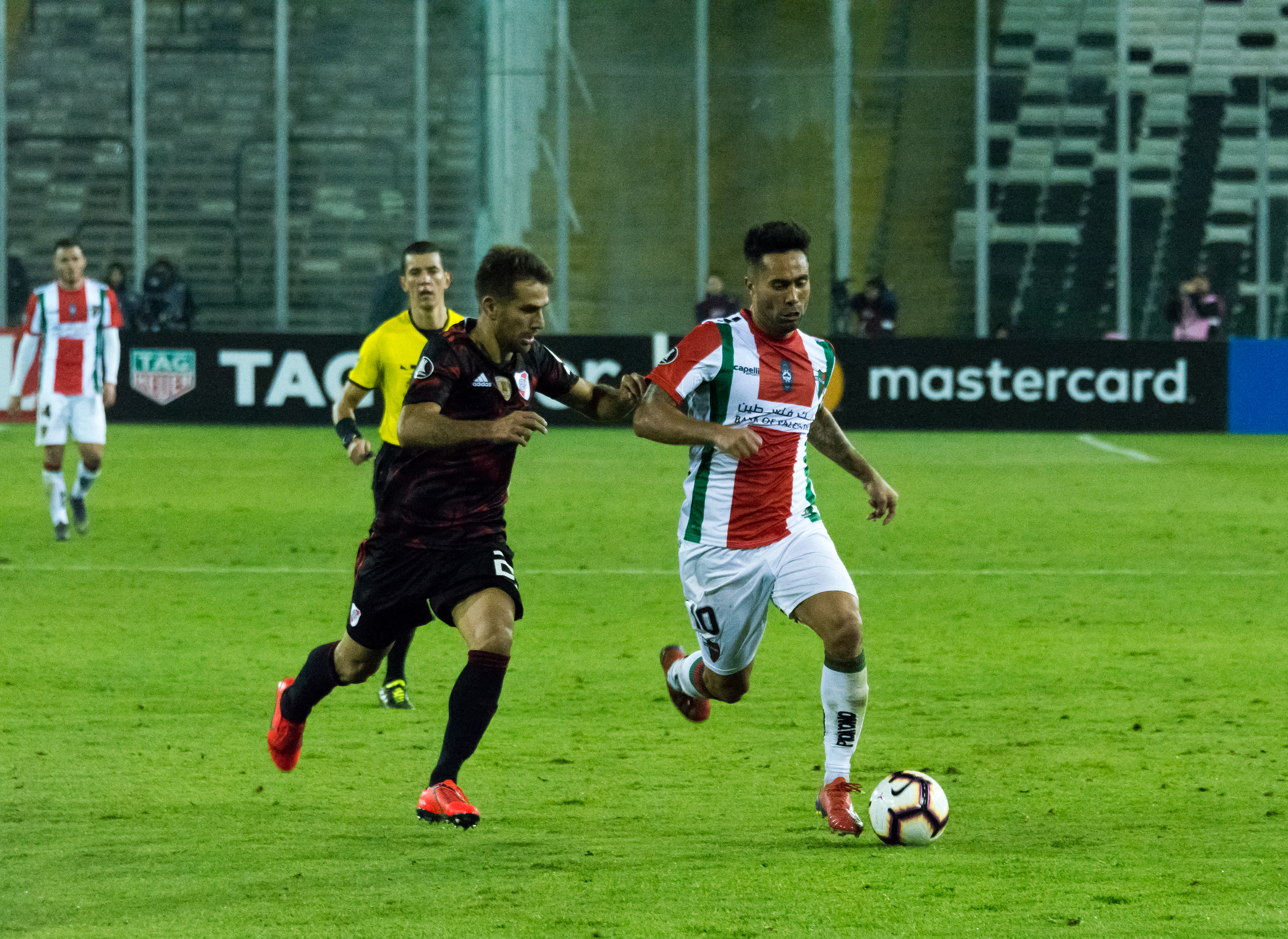
Imagen del encuentro entre Palestino y River Plate por el grupo A en Santiago, Chile.

| Equipo        | Pts. | PJ | PG | PE | PP | GF | GC | DG  |
| ------------- | ---- | -- | -- | -- | -- | -- | -- | --- |
| Internacional | 14   | 6  | 4  | 2  | 0  | 11 | 6  | 5   |
| River Plate   | 10   | 6  | 2  | 4  | 0  | 10 | 5  | 5   |
| Palestino     | 7    | 6  | 2  | 1  | 3  | 7  | 7  | 0   |
| Alianza Lima  | 1    | 6  | 0  | 1  | 5  | 2  | 12 | –10 |

| \| Fecha \| Lugar \| Local \| Resultado \| Visitante \| \| ----------- \| ------------ \| ------------- \| --------- \| ------------- \| \| 6 de marzo \| Santiago \| Palestino \| 0:1 \| Internacional \| \| 6 de marzo \| Lima \| Alianza Lima \| 1:1 \| River Plate \| \| 13 de marzo \| Porto Alegre \| Internacional \| 2:0 \| Alianza Lima \| \| 13 de marzo \| Buenos Aires \| River Plate \| 0:0 \| Palestino \| \| 2 de abril \| Santiago \| Palestino \| 3:0 \| Alianza Lima \| \| 3 de abril \| Porto Alegre \| Internacional \| 2:2 \| River Plate \| \| 9 de abril \| Porto Alegre \| Internacional \| 3:2 \| Palestino \| \| 11 de abril \| Buenos Aires \| River Plate \| 3:0 \| Alianza Lima \| \| 24 de abril \| Santiago \| Palestino \| 0:2 \| River Plate \| \| 24 de abril \| Lima \| Alianza Lima \| 0:1 \| Internacional \| \| 7 de mayo \| Buenos Aires \| River Plate \| 2:2 \| Internacional \| \| 7 de mayo \| Lima \| Alianza Lima \| 1:2 \| Palestino \| |              |               |           |               |
| Fecha | Lugar        | Local         | Resultado | Visitante     |
| 6 de marzo | Santiago     | Palestino     | 0:1       | Internacional |
| 6 de marzo | Lima         | Alianza Lima  | 1:1       | River Plate   |
| 13 de marzo | Porto Alegre | Internacional | 2:0       | Alianza Lima  |
| 13 de marzo | Buenos Aires | River Plate   | 0:0       | Palestino     |
| 2 de abril | Santiago     | Palestino     | 3:0       | Alianza Lima  |
| 3 de abril | Porto Alegre | Internacional | 2:2       | River Plate   |
| 9 de abril | Porto Alegre | Internacional | 3:2       | Palestino     |
| 11 de abril | Buenos Aires | River Plate   | 3:0       | Alianza Lima  |
| 24 de abril | Santiago     | Palestino     | 0:2       | River Plate   |
| 24 de abril | Lima         | Alianza Lima  | 0:1       | Internacional |
| 7 de mayo | Buenos Aires | River Plate   | 2:2       | Internacional |
| 7 de mayo | Lima         | Alianza Lima  | 1:2       | Palestino     |

### Grupo B
| Equipo         | Pts. | PJ | PG | PE | PP | GF | GC | DG |
| -------------- | ---- | -- | -- | -- | -- | -- | -- | -- |
| Cruzeiro       | 15   | 6  | 5  | 0  | 1  | 11 | 2  | 9  |
| Emelec         | 9    | 6  | 2  | 3  | 1  | 6  | 5  | 1  |
| Deportivo Lara | 5    | 6  | 1  | 2  | 3  | 4  | 10 | –6 |
| Huracán        | 4    | 6  | 1  | 1  | 4  | 5  | 9  | –4 |

| \| Fecha \| Lugar \| Local \| Resultado \| Visitante \| \| ----------------- \| -------------- \| -------------- \| --------- \| -------------- \| \| 7 de marzo \| Buenos Aires \| Huracán \| 0:1 \| Cruzeiro \| \| 8 de marzo[n. 2] \| Cabudare \| Deportivo Lara \| 0:0 \| Emelec \| \| 14 de marzo \| Guayaquil \| Emelec \| 0:0 \| Huracán \| \| 27 de marzo[n. 3] \| Belo Horizonte \| Cruzeiro \| 2:0 \| Deportivo Lara \| \| 3 de abril \| Cabudare \| Deportivo Lara \| 2:1 \| Huracán \| \| 3 de abril \| Guayaquil \| Emelec \| 0:1 \| Cruzeiro \| \| 10 de abril[n. 4] \| Belo Horizonte \| Cruzeiro \| 4:0 \| Huracán \| \| 11 de abril \| Guayaquil \| Emelec \| 2:2 \| Deportivo Lara \| \| 23 de abril \| Cabudare \| Deportivo Lara \| 0:2 \| Cruzeiro \| \| 23 de abril \| Buenos Aires \| Huracán \| 1:2 \| Emelec \| \| 8 de mayo \| Buenos Aires \| Huracán \| 3:0 \| Deportivo Lara \| \| 8 de mayo \| Belo Horizonte \| Cruzeiro \| 1:2 \| Emelec \| |                |                |           |                |
| Fecha | Lugar          | Local          | Resultado | Visitante      |
| 7 de marzo | Buenos Aires   | Huracán        | 0:1       | Cruzeiro       |
| 8 de marzo | Cabudare       | Deportivo Lara | 0:0       | Emelec         |
| 14 de marzo | Guayaquil      | Emelec         | 0:0       | Huracán        |
| 27 de marzo | Belo Horizonte | Cruzeiro       | 2:0       | Deportivo Lara |
| 3 de abril | Cabudare       | Deportivo Lara | 2:1       | Huracán        |
| 3 de abril | Guayaquil      | Emelec         | 0:1       | Cruzeiro       |
| 10 de abril | Belo Horizonte | Cruzeiro       | 4:0       | Huracán        |
| 11 de abril | Guayaquil      | Emelec         | 2:2       | Deportivo Lara |
| 23 de abril | Cabudare       | Deportivo Lara | 0:2       | Cruzeiro       |
| 23 de abril | Buenos Aires   | Huracán        | 1:2       | Emelec         |
| 8 de mayo | Buenos Aires   | Huracán        | 3:0       | Deportivo Lara |
| 8 de mayo | Belo Horizonte | Cruzeiro       | 1:2       | Emelec         |

### Grupo C
| Equipo                    | Pts. | PJ | PG | PE | PP | GF | GC | DG |
| ------------------------- | ---- | -- | -- | -- | -- | -- | -- | -- |
| Olimpia                   | 9    | 6  | 2  | 3  | 1  | 9  | 6  | 3  |
| Godoy Cruz                | 9    | 6  | 2  | 3  | 1  | 5  | 3  | 2  |
| Sporting Cristal          | 7    | 6  | 2  | 1  | 3  | 8  | 11 | –3 |
| Universidad de Concepción | 6    | 6  | 1  | 3  | 2  | 9  | 11 | –2 |

| \| Fecha \| Lugar \| Local \| Resultado \| Visitante \| \| ----------- \| ---------- \| ------------------------- \| --------- \| ------------------------- \| \| 5 de marzo \| Mendoza \| Godoy Cruz \| 0:0 \| Olimpia \| \| 6 de marzo \| Concepción \| Universidad de Concepción \| 5:4 \| Sporting Cristal \| \| 12 de marzo \| Asunción \| Olimpia \| 1:1 \| Universidad de Concepción \| \| 12 de marzo \| Lima \| Sporting Cristal \| 1:1 \| Godoy Cruz \| \| 3 de abril \| Concepción \| Universidad de Concepción \| 0:0 \| Godoy Cruz \| \| 4 de abril \| Lima \| Sporting Cristal \| 0:3 \| Olimpia \| \| 9 de abril \| Asunción \| Olimpia \| 2:1 \| Godoy Cruz \| \| 10 de abril \| Lima \| Sporting Cristal \| 2:0 \| Universidad de Concepción \| \| 23 de abril \| Concepción \| Universidad de Concepción \| 3:3 \| Olimpia \| \| 23 de abril \| Mendoza \| Godoy Cruz \| 2:0 \| Sporting Cristal \| \| 9 de mayo \| Mendoza \| Godoy Cruz \| 1:0 \| Universidad de Concepción \| \| 9 de mayo \| Asunción \| Olimpia \| 0:1 \| Sporting Cristal \| |            |                           |           |                           |
| Fecha | Lugar      | Local                     | Resultado | Visitante                 |
| 5 de marzo | Mendoza    | Godoy Cruz                | 0:0       | Olimpia                   |
| 6 de marzo | Concepción | Universidad de Concepción | 5:4       | Sporting Cristal          |
| 12 de marzo | Asunción   | Olimpia                   | 1:1       | Universidad de Concepción |
| 12 de marzo | Lima       | Sporting Cristal          | 1:1       | Godoy Cruz                |
| 3 de abril | Concepción | Universidad de Concepción | 0:0       | Godoy Cruz                |
| 4 de abril | Lima       | Sporting Cristal          | 0:3       | Olimpia                   |
| 9 de abril | Asunción   | Olimpia                   | 2:1       | Godoy Cruz                |
| 10 de abril | Lima       | Sporting Cristal          | 2:0       | Universidad de Concepción |
| 23 de abril | Concepción | Universidad de Concepción | 3:3       | Olimpia                   |
| 23 de abril | Mendoza    | Godoy Cruz                | 2:0       | Sporting Cristal          |
| 9 de mayo | Mendoza    | Godoy Cruz                | 1:0       | Universidad de Concepción |
| 9 de mayo | Asunción   | Olimpia                   | 0:1       | Sporting Cristal          |

### Grupo D
| Equipo        | Pts. | PJ | PG | PE | PP | GF | GC | DG  |
| ------------- | ---- | -- | -- | -- | -- | -- | -- | --- |
| Flamengo      | 10   | 6  | 3  | 1  | 2  | 11 | 5  | 6   |
| Liga de Quito | 10   | 6  | 3  | 1  | 2  | 12 | 8  | 4   |
| Peñarol       | 10   | 6  | 3  | 1  | 2  | 7  | 5  | 2   |
| San José      | 4    | 6  | 1  | 1  | 4  | 7  | 19 | –12 |

| \| Fecha \| Lugar \| Local \| Resultado \| Visitante \| \| ----------- \| -------------- \| ------------- \| --------- \| ------------- \| \| 5 de marzo \| Oruro \| San José \| 0:1 \| Flamengo \| \| 7 de marzo \| Quito \| Liga de Quito \| 2:0 \| Peñarol \| \| 13 de marzo \| Río de Janeiro \| Flamengo \| 3:1 \| Liga de Quito \| \| 14 de marzo \| Montevideo \| Peñarol \| 4:0 \| San José \| \| 2 de abril \| Oruro \| San José \| 3:3 \| Liga de Quito \| \| 3 de abril \| Río de Janeiro \| Flamengo \| 0:1 \| Peñarol \| \| 9 de abril \| Montevideo \| Peñarol \| 1:0 \| Liga de Quito \| \| 11 de abril \| Río de Janeiro \| Flamengo \| 6:1 \| San José \| \| 24 de abril \| Oruro \| San José \| 3:1 \| Peñarol \| \| 24 de abril \| Quito \| Liga de Quito \| 2:1 \| Flamengo \| \| 8 de mayo \| Quito \| Liga de Quito \| 4:0 \| San José \| \| 8 de mayo \| Montevideo \| Peñarol \| 0:0 \| Flamengo \| |                |               |           |               |
| Fecha | Lugar          | Local         | Resultado | Visitante     |
| 5 de marzo | Oruro          | San José      | 0:1       | Flamengo      |
| 7 de marzo | Quito          | Liga de Quito | 2:0       | Peñarol       |
| 13 de marzo | Río de Janeiro | Flamengo      | 3:1       | Liga de Quito |
| 14 de marzo | Montevideo     | Peñarol       | 4:0       | San José      |
| 2 de abril | Oruro          | San José      | 3:3       | Liga de Quito |
| 3 de abril | Río de Janeiro | Flamengo      | 0:1       | Peñarol       |
| 9 de abril | Montevideo     | Peñarol       | 1:0       | Liga de Quito |
| 11 de abril | Río de Janeiro | Flamengo      | 6:1       | San José      |
| 24 de abril | Oruro          | San José      | 3:1       | Peñarol       |
| 24 de abril | Quito          | Liga de Quito | 2:1       | Flamengo      |
| 8 de mayo | Quito          | Liga de Quito | 4:0       | San José      |
| 8 de mayo | Montevideo     | Peñarol       | 0:0       | Flamengo      |

### Grupo E
| Equipo           | Pts. | PJ | PG | PE | PP | GF | GC | DG |
| ---------------- | ---- | -- | -- | -- | -- | -- | -- | -- |
| Cerro Porteño    | 13   | 6  | 4  | 1  | 1  | 10 | 5  | 5  |
| Nacional         | 13   | 6  | 4  | 1  | 1  | 5  | 2  | 3  |
| Atlético Mineiro | 6    | 6  | 2  | 0  | 4  | 6  | 10 | –4 |
| Zamora           | 3    | 6  | 1  | 0  | 5  | 6  | 10 | –4 |

| \| Fecha \| Lugar \| Local \| Resultado \| Visitante \| \| ----------- \| -------------- \| ---------------- \| --------- \| ---------------- \| \| 6 de marzo \| Belo Horizonte \| Atlético Mineiro \| 0:1 \| Cerro Porteño \| \| 6 de marzo \| Barinas \| Zamora \| 0:1 \| Nacional \| \| 12 de marzo \| Montevideo \| Nacional \| 1:0 \| Atlético Mineiro \| \| 13 de marzo \| Asunción \| Cerro Porteño \| 2:1 \| Zamora \| \| 2 de abril \| Asunción \| Cerro Porteño \| 1:0 \| Nacional \| \| 3 de abril \| Belo Horizonte \| Atlético Mineiro \| 3:2 \| Zamora \| \| 10 de abril \| Montevideo \| Nacional \| 1:0 \| Zamora \| \| 10 de abril \| Asunción \| Cerro Porteño \| 4:1 \| Atlético Mineiro \| \| 23 de abril \| Belo Horizonte \| Atlético Mineiro \| 0:1 \| Nacional \| \| 25 de abril \| Barinas \| Zamora \| 2:1 \| Cerro Porteño \| \| 7 de mayo \| Barinas \| Zamora \| 1:2 \| Atlético Mineiro \| \| 7 de mayo \| Montevideo \| Nacional \| 1:1 \| Cerro Porteño \| |                |                  |           |                  |
| Fecha | Lugar          | Local            | Resultado | Visitante        |
| 6 de marzo | Belo Horizonte | Atlético Mineiro | 0:1       | Cerro Porteño    |
| 6 de marzo | Barinas        | Zamora           | 0:1       | Nacional         |
| 12 de marzo | Montevideo     | Nacional         | 1:0       | Atlético Mineiro |
| 13 de marzo | Asunción       | Cerro Porteño    | 2:1       | Zamora           |
| 2 de abril | Asunción       | Cerro Porteño    | 1:0       | Nacional         |
| 3 de abril | Belo Horizonte | Atlético Mineiro | 3:2       | Zamora           |
| 10 de abril | Montevideo     | Nacional         | 1:0       | Zamora           |
| 10 de abril | Asunción       | Cerro Porteño    | 4:1       | Atlético Mineiro |
| 23 de abril | Belo Horizonte | Atlético Mineiro | 0:1       | Nacional         |
| 25 de abril | Barinas        | Zamora           | 2:1       | Cerro Porteño    |
| 7 de mayo | Barinas        | Zamora           | 1:2       | Atlético Mineiro |
| 7 de mayo | Montevideo     | Nacional         | 1:1       | Cerro Porteño    |

### Grupo F
| Equipo      | Pts. | PJ | PG | PE | PP | GF | GC | DG |
| ----------- | ---- | -- | -- | -- | -- | -- | -- | -- |
| Palmeiras   | 15   | 6  | 5  | 0  | 1  | 13 | 1  | 12 |
| San Lorenzo | 10   | 6  | 3  | 1  | 2  | 4  | 2  | 2  |
| Melgar      | 7    | 6  | 2  | 1  | 3  | 2  | 9  | –7 |
| Junior      | 3    | 6  | 1  | 0  | 5  | 1  | 8  | –7 |

| \| Fecha \| Lugar \| Local \| Resultado \| Visitante \| \| ----------- \| ------------ \| ----------- \| --------- \| ----------- \| \| 5 de marzo \| Arequipa \| Melgar \| 0:0 \| San Lorenzo \| \| 6 de marzo \| Barranquilla \| Junior \| 0:2 \| Palmeiras \| \| 12 de marzo \| São Paulo \| Palmeiras \| 3:0 \| Melgar \| \| 13 de marzo \| Buenos Aires \| San Lorenzo \| 1:0 \| Junior \| \| 2 de abril \| Buenos Aires \| San Lorenzo \| 1:0 \| Palmeiras \| \| 2 de abril \| Arequipa \| Melgar \| 1:0 \| Junior \| \| 9 de abril \| Buenos Aires \| San Lorenzo \| 2:0 \| Melgar \| \| 10 de abril \| São Paulo \| Palmeiras \| 3:0 \| Junior \| \| 25 de abril \| Barranquilla \| Junior \| 1:0 \| San Lorenzo \| \| 25 de abril \| Arequipa \| Melgar \| 0:4 \| Palmeiras \| \| 8 de mayo \| Barranquilla \| Junior \| 0:1 \| Melgar \| \| 8 de mayo \| São Paulo \| Palmeiras \| 1:0 \| San Lorenzo \| |              |             |           |             |
| Fecha | Lugar        | Local       | Resultado | Visitante   |
| 5 de marzo | Arequipa     | Melgar      | 0:0       | San Lorenzo |
| 6 de marzo | Barranquilla | Junior      | 0:2       | Palmeiras   |
| 12 de marzo | São Paulo    | Palmeiras   | 3:0       | Melgar      |
| 13 de marzo | Buenos Aires | San Lorenzo | 1:0       | Junior      |
| 2 de abril | Buenos Aires | San Lorenzo | 1:0       | Palmeiras   |
| 2 de abril | Arequipa     | Melgar      | 1:0       | Junior      |
| 9 de abril | Buenos Aires | San Lorenzo | 2:0       | Melgar      |
| 10 de abril | São Paulo    | Palmeiras   | 3:0       | Junior      |
| 25 de abril | Barranquilla | Junior      | 1:0       | San Lorenzo |
| 25 de abril | Arequipa     | Melgar      | 0:4       | Palmeiras   |
| 8 de mayo | Barranquilla | Junior      | 0:1       | Melgar      |
| 8 de mayo | São Paulo    | Palmeiras   | 1:0       | San Lorenzo |

### Grupo G
| Equipo               | Pts. | PJ | PG | PE | PP | GF | GC | DG |
| -------------------- | ---- | -- | -- | -- | -- | -- | -- | -- |
| Boca Juniors         | 11   | 6  | 3  | 2  | 1  | 11 | 6  | 5  |
| Athletico Paranaense | 9    | 6  | 3  | 0  | 3  | 11 | 6  | 5  |
| Deportes Tolima      | 8    | 6  | 2  | 2  | 2  | 7  | 8  | –1 |
| Jorge Wilstermann    | 5    | 6  | 1  | 2  | 3  | 5  | 14 | –9 |

| \| Fecha \| Lugar \| Local \| Resultado \| Visitante \| \| ----------- \| ------------ \| -------------------- \| --------- \| -------------------- \| \| 5 de marzo \| Cochabamba \| Jorge Wilstermann \| 0:0 \| Boca Juniors \| \| 5 de marzo \| Ibagué \| Deportes Tolima \| 1:0 \| Athletico Paranaense \| \| 12 de marzo \| Buenos Aires \| Boca Juniors \| 3:0 \| Deportes Tolima \| \| 14 de marzo \| Curitiba \| Athletico Paranaense \| 4:0 \| Jorge Wilstermann \| \| 2 de abril \| Curitiba \| Athletico Paranaense \| 3:0 \| Boca Juniors \| \| 3 de abril \| Ibagué \| Deportes Tolima \| 2:2 \| Jorge Wilstermann \| \| 9 de abril \| Curitiba \| Athletico Paranaense \| 1:0 \| Deportes Tolima \| \| 10 de abril \| Buenos Aires \| Boca Juniors \| 4:0 \| Jorge Wilstermann \| \| 24 de abril \| Cochabamba \| Jorge Wilstermann \| 3:2 \| Athletico Paranaense \| \| 24 de abril \| Ibagué \| Deportes Tolima \| 2:2 \| Boca Juniors \| \| 9 de mayo \| Cochabamba \| Jorge Wilstermann \| 0:2 \| Deportes Tolima \| \| 9 de mayo \| Buenos Aires \| Boca Juniors \| 2:1 \| Athletico Paranaense \| |              |                      |           |                      |
| Fecha | Lugar        | Local                | Resultado | Visitante            |
| 5 de marzo | Cochabamba   | Jorge Wilstermann    | 0:0       | Boca Juniors         |
| 5 de marzo | Ibagué       | Deportes Tolima      | 1:0       | Athletico Paranaense |
| 12 de marzo | Buenos Aires | Boca Juniors         | 3:0       | Deportes Tolima      |
| 14 de marzo | Curitiba     | Athletico Paranaense | 4:0       | Jorge Wilstermann    |
| 2 de abril | Curitiba     | Athletico Paranaense | 3:0       | Boca Juniors         |
| 3 de abril | Ibagué       | Deportes Tolima      | 2:2       | Jorge Wilstermann    |
| 9 de abril | Curitiba     | Athletico Paranaense | 1:0       | Deportes Tolima      |
| 10 de abril | Buenos Aires | Boca Juniors         | 4:0       | Jorge Wilstermann    |
| 24 de abril | Cochabamba   | Jorge Wilstermann    | 3:2       | Athletico Paranaense |
| 24 de abril | Ibagué       | Deportes Tolima      | 2:2       | Boca Juniors         |
| 9 de mayo | Cochabamba   | Jorge Wilstermann    | 0:2       | Deportes Tolima      |
| 9 de mayo | Buenos Aires | Boca Juniors         | 2:1       | Athletico Paranaense |

### Grupo H
| Equipo               | Pts. | PJ | PG | PE | PP | GF | GC | DG |
| -------------------- | ---- | -- | -- | -- | -- | -- | -- | -- |
| Libertad             | 12   | 6  | 4  | 0  | 2  | 11 | 7  | 4  |
| Grêmio               | 10   | 6  | 3  | 1  | 2  | 8  | 4  | 4  |
| Universidad Católica | 7    | 6  | 2  | 1  | 3  | 7  | 11 | –4 |
| Rosario Central      | 5    | 6  | 1  | 2  | 3  | 6  | 10 | –4 |

| \| Fecha \| Lugar \| Local \| Resultado \| Visitante \| \| ----------- \| ------------ \| -------------------- \| --------- \| -------------------- \| \| 5 de marzo \| Asunción \| Libertad \| 4:1 \| Universidad Católica \| \| 6 de marzo \| Rosario \| Rosario Central \| 1:1 \| Grêmio \| \| 12 de marzo \| Porto Alegre \| Grêmio \| 0:1 \| Libertad \| \| 13 de marzo \| Santiago \| Universidad Católica \| 2:1 \| Rosario Central \| \| 4 de abril \| Santiago \| Universidad Católica \| 1:0 \| Grêmio \| \| 4 de abril \| Asunción \| Libertad \| 2:0 \| Rosario Central \| \| 10 de abril \| Porto Alegre \| Grêmio \| 3:1 \| Rosario Central \| \| 10 de abril \| Santiago \| Universidad Católica \| 2:3 \| Libertad \| \| 23 de abril \| Asunción \| Libertad \| 0:2 \| Grêmio \| \| 24 de abril \| Rosario \| Rosario Central \| 1:1 \| Universidad Católica \| \| 8 de mayo \| Rosario \| Rosario Central \| 2:1 \| Libertad \| \| 8 de mayo \| Porto Alegre \| Grêmio \| 2:0 \| Universidad Católica \| |              |                      |           |                      |
| Fecha | Lugar        | Local                | Resultado | Visitante            |
| 5 de marzo | Asunción     | Libertad             | 4:1       | Universidad Católica |
| 6 de marzo | Rosario      | Rosario Central      | 1:1       | Grêmio               |
| 12 de marzo | Porto Alegre | Grêmio               | 0:1       | Libertad             |
| 13 de marzo | Santiago     | Universidad Católica | 2:1       | Rosario Central      |
| 4 de abril | Santiago     | Universidad Católica | 1:0       | Grêmio               |
| 4 de abril | Asunción     | Libertad             | 2:0       | Rosario Central      |
| 10 de abril | Porto Alegre | Grêmio               | 3:1       | Rosario Central      |
| 10 de abril | Santiago     | Universidad Católica | 2:3       | Libertad             |
| 23 de abril | Asunción     | Libertad             | 0:2       | Grêmio               |
| 24 de abril | Rosario      | Rosario Central      | 1:1       | Universidad Católica |
| 8 de mayo | Rosario      | Rosario Central      | 2:1       | Libertad             |
| 8 de mayo | Porto Alegre | Grêmio               | 2:0       | Universidad Católica |

## Equipos transferidos a la Copa Sudamericana 2019
Los ocho terceros de la fase de grupos y los dos mejores perdedores de la fase 3 fueron transferidos a la segunda fase de la Copa Sudamericana 2019.
| Equipo               | Procedencia |
| -------------------- | ----------- |
| Atlético Nacional    | Fase 3      |
| Caracas              | Fase 3      |
| Palestino            | Grupo A     |
| Deportivo Lara       | Grupo B     |
| Sporting Cristal     | Grupo C     |
| Peñarol              | Grupo D     |
| Atlético Mineiro     | Grupo E     |
| Melgar               | Grupo F     |
| Deportes Tolima      | Grupo G     |
| Universidad Católica | Grupo H     |

## Fases finales
Las fases finales estuvieron compuestas por cuatro etapas: octavos, cuartos, semifinales y final. Se disputaron por eliminación directa en partidos de ida y vuelta. A los fines de establecer las llaves de la primera etapa, los dieciséis equipos fueron ordenados en dos tablas, una con los clasificados como primeros (numerados del 1 al 8 de acuerdo con su desempeño en la fase de grupos, determinada según los criterios de clasificación), y otra con aquellos clasificados como segundos (numerados del 9 al 16, con el mismo criterio), enfrentándose en octavos de final un equipo de los que terminaron en la primera posición contra uno de los que ocuparon la segunda. Los cruces iniciales y el resto del cuadro fueron determinados mediante un sorteo que se llevó a cabo el 13 de mayo de 2019 a las 21:30 (UTC-3) en el Centro de Convenciones de la Confederación Sudamericana de Fútbol ubicado en Luque, Paraguay. Durante todo el desarrollo de las fases finales, el equipo que ostentara menor número de orden que su rival de turno ejerció la localía en el partido de vuelta. A partir de los octavos de final, se utilizó el árbitro asistente de video (VAR).

### Tabla de primeros
| N.º | Equipo        | Pts. | PJ | PG | PE | PP | GF | GC | DG |
| --- | ------------- | ---- | -- | -- | -- | -- | -- | -- | -- |
| 1   | Palmeiras     | 15   | 6  | 5  | 0  | 1  | 13 | 1  | 12 |
| 2   | Cruzeiro      | 15   | 6  | 5  | 0  | 1  | 11 | 2  | 9  |
| 3   | Internacional | 14   | 6  | 4  | 2  | 0  | 11 | 6  | 5  |
| 4   | Cerro Porteño | 13   | 6  | 4  | 1  | 1  | 10 | 5  | 5  |
| 5   | Libertad      | 12   | 6  | 4  | 0  | 2  | 11 | 7  | 4  |
| 6   | Boca Juniors  | 11   | 6  | 3  | 2  | 1  | 11 | 6  | 5  |
| 7   | Flamengo      | 10   | 6  | 3  | 1  | 2  | 11 | 5  | 6  |
| 8   | Olimpia       | 9    | 6  | 2  | 3  | 1  | 9  | 6  | 3  |

### Tabla de segundos
| N.º | Equipo               | Pts. | PJ | PG | PE | PP | GF | GC | DG |
| --- | -------------------- | ---- | -- | -- | -- | -- | -- | -- | -- |
| 9   | Nacional             | 13   | 6  | 4  | 1  | 1  | 5  | 2  | 3  |
| 10  | River Plate          | 10   | 6  | 2  | 4  | 0  | 10 | 5  | 5  |
| 11  | Liga de Quito        | 10   | 6  | 3  | 1  | 2  | 12 | 8  | 4  |
| 12  | Grêmio               | 10   | 6  | 3  | 1  | 2  | 8  | 4  | 4  |
| 13  | San Lorenzo          | 10   | 6  | 3  | 1  | 2  | 4  | 2  | 2  |
| 14  | Athletico Paranaense | 9    | 6  | 3  | 0  | 3  | 11 | 6  | 5  |
| 15  | Godoy Cruz           | 9    | 6  | 2  | 3  | 1  | 5  | 3  | 2  |
| 16  | Emelec               | 9    | 6  | 2  | 3  | 1  | 6  | 5  | 1  |

### Cuadro de desarrollo
|  | Octavos de final           | Octavos de final           | Octavos de final           | Octavos de final           | Octavos de final           |   |   | Cuartos de final   | Cuartos de final   | Cuartos de final   | Cuartos de final   | Cuartos de final   |  |   | Semifinales        | Semifinales        | Semifinales        | Semifinales        | Semifinales        |  |          | Final           | Final           | Final           |  |
|  | 23 de julio al 1 de agosto | 23 de julio al 1 de agosto | 23 de julio al 1 de agosto | 23 de julio al 1 de agosto | 23 de julio al 1 de agosto |   |   | 20 al 29 de agosto | 20 al 29 de agosto | 20 al 29 de agosto | 20 al 29 de agosto | 20 al 29 de agosto |  |   | 1 al 23 de octubre | 1 al 23 de octubre | 1 al 23 de octubre | 1 al 23 de octubre | 1 al 23 de octubre |  |          | 23 de noviembre | 23 de noviembre | 23 de noviembre |  |
|  |                            |                            |                            |                            |                            |   |   |                    |                    |                    |                    |                    |  |   |                    |                    |                    |                    |                    |  |          |                 |                 |                 |  |
|  |                            |                            |                            |                            |                            |   |   |                    |                    |                    |                    |                    |  |   |                    |                    |                    |                    |                    |  |          |                 |                 |                 |  |
|  | 3                          | Internacional              | 1                          | 2                          | 3                          |   |   |                    |                    |                    |                    |                    |  |   |                    |                    |                    |                    |                    |  |          |                 |                 |                 |  |
|  | 3                          | Internacional              | 1                          | 2                          | 3                          |   |   |                    |                    |                    |                    |                    |  |   |                    |                    |                    |                    |                    |  |          |                 |                 |                 |  |
|  | 9                          | Nacional                   | 0                          | 0                          | 0                          |   |   |                    |                    |                    |                    |                    |  |   |                    |                    |                    |                    |                    |  |          |                 |                 |                 |  |
|  | 9                          | Nacional                   | 0                          | 0                          | 0                          |   | 3 | Internacional      | 0                  | 1                  | 1                  |                    |  |   |                    |                    |                    |                    |                    |  |          |                 |                 |                 |  |
|  |                            |                            |                            |                            |                            |   | 3 | Internacional      | 0                  | 1                  | 1                  |                    |  |   |                    |                    |                    |                    |                    |  |          |                 |                 |                 |  |
|  |                            |                            | 7                          | Flamengo                   | 2                          | 1 | 3 |                    |                    |                    |                    |                    |  |   |                    |                    |                    |                    |                    |  |          |                 |                 |                 |  |
|  | 7                          | Flamengo                   | 7                          | Flamengo                   | 2                          | 1 | 3 | 0                  | 2                  | 2 (4)              |                    |                    |  |   |                    |                    |                    |                    |                    |  |          |                 |                 |                 |  |
|  | 7                          | Flamengo                   |                            |                            |                            |   |   |                    |                    | 2 (4)              |                    |                    |  |   |                    |                    |                    |                    |                    |  |          |                 |                 |                 |  |
|  | 16                         | Emelec                     | 2                          | 0                          | 2 (2)                      |   |   |                    |                    |                    |                    |                    |  |   |                    |                    |                    |                    |                    |  |          |                 |                 |                 |  |
|  | 16                         | Emelec                     | 2                          | 0                          | 2 (2)                      |   |   |                    |                    |                    |                    |                    |  | 7 | Flamengo           | 1                  | 5                  | 6                  |                    |  |          |                 |                 |                 |  |
|  |                            |                            |                            |                            |                            |   |   |                    |                    |                    |                    |                    |  | 7 | Flamengo           | 1                  | 5                  | 6                  |                    |  |          |                 |                 |                 |  |
|  |                            |                            | 12                         | Grêmio                     | 1                          | 0 | 1 |                    |                    |                    |                    |                    |  |   |                    |                    |                    |                    |                    |  |          |                 |                 |                 |  |
|  | 1                          | Palmeiras                  | 12                         | Grêmio                     | 1                          | 0 | 1 | 2                  | 4                  | 6                  |                    |                    |  |   |                    |                    |                    |                    |                    |  |          |                 |                 |                 |  |
|  | 1                          | Palmeiras                  |                            |                            |                            |   |   |                    |                    | 6                  |                    |                    |  |   |                    |                    |                    |                    |                    |  |          |                 |                 |                 |  |
|  | 15                         | Godoy Cruz                 | 2                          | 0                          | 2                          |   |   |                    |                    |                    |                    |                    |  |   |                    |                    |                    |                    |                    |  |          |                 |                 |                 |  |
|  | 15                         | Godoy Cruz                 | 2                          | 0                          | 2                          |   | 1 | Palmeiras          | 1                  | 1                  | 2                  |                    |  |   |                    |                    |                    |                    |                    |  |          |                 |                 |                 |  |
|  |                            |                            |                            |                            |                            |   | 1 | Palmeiras          | 1                  | 1                  | 2                  |                    |  |   |                    |                    |                    |                    |                    |  |          |                 |                 |                 |  |
|  |                            |                            | 12                         | Grêmio (v.)                | 0                          | 2 | 2 |                    |                    |                    |                    |                    |  |   |                    |                    |                    |                    |                    |  |          |                 |                 |                 |  |
|  | 5                          | Libertad                   | 12                         | Grêmio (v.)                | 0                          | 2 | 2 | 0                  | 0                  | 0                  |                    |                    |  |   |                    |                    |                    |                    |                    |  |          |                 |                 |                 |  |
|  | 5                          | Libertad                   |                            |                            |                            |   |   |                    |                    | 0                  |                    |                    |  |   |                    |                    |                    |                    |                    |  |          |                 |                 |                 |  |
|  | 12                         | Grêmio                     | 2                          | 3                          | 5                          |   |   |                    |                    |                    |                    |                    |  |   |                    |                    |                    |                    |                    |  |          |                 |                 |                 |  |
|  | 12                         | Grêmio                     | 2                          | 3                          | 5                          |   |   |                    |                    |                    |                    |                    |  |   |                    |                    |                    |                    |                    |  | Flamengo | Flamengo        | 2               |                 |  |
|  |                            |                            |                            |                            |                            |   |   |                    |                    |                    |                    |                    |  |   |                    |                    |                    |                    |                    |  | Flamengo | Flamengo        | 2               |                 |  |
|  |                            |                            | River Plate                | River Plate                | 1                          |   |   |                    |                    |                    |                    |                    |  |   |                    |                    |                    |                    |                    |  |          |                 |                 |                 |  |
|  | 6                          | Boca Juniors               | River Plate                | River Plate                | 1                          | 1 | 2 | 3                  |                    |                    |                    |                    |  |   |                    |                    |                    |                    |                    |  |          |                 |                 |                 |  |
|  | 6                          | Boca Juniors               |                            |                            |                            |   |   |                    |                    |                    |                    |                    |  |   |                    |                    |                    |                    |                    |  |          |                 |                 |                 |  |
|  | 14                         | Athletico Paranaense       | 0                          | 0                          | 0                          |   |   |                    |                    |                    |                    |                    |  |   |                    |                    |                    |                    |                    |  |          |                 |                 |                 |  |
|  | 14                         | Athletico Paranaense       | 0                          | 0                          | 0                          |   | 6 | Boca Juniors       | 3                  | 0                  | 3                  |                    |  |   |                    |                    |                    |                    |                    |  |          |                 |                 |                 |  |
|  |                            |                            |                            |                            |                            |   | 6 | Boca Juniors       | 3                  | 0                  | 3                  |                    |  |   |                    |                    |                    |                    |                    |  |          |                 |                 |                 |  |
|  |                            |                            | 11                         | Liga de Quito              | 0                          | 0 | 0 |                    |                    |                    |                    |                    |  |   |                    |                    |                    |                    |                    |  |          |                 |                 |                 |  |
|  | 8                          | Olimpia                    | 11                         | Liga de Quito              | 0                          | 0 | 0 | 1                  | 1                  | 2                  |                    |                    |  |   |                    |                    |                    |                    |                    |  |          |                 |                 |                 |  |
|  | 8                          | Olimpia                    |                            |                            |                            |   |   |                    |                    | 2                  |                    |                    |  |   |                    |                    |                    |                    |                    |  |          |                 |                 |                 |  |
|  | 11                         | Liga de Quito              | 3                          | 1                          | 4                          |   |   |                    |                    |                    |                    |                    |  |   |                    |                    |                    |                    |                    |  |          |                 |                 |                 |  |
|  | 11                         | Liga de Quito              | 3                          | 1                          | 4                          |   |   |                    |                    |                    |                    |                    |  | 6 | Boca Juniors       | 0                  | 1                  | 1                  |                    |  |          |                 |                 |                 |  |
|  |                            |                            |                            |                            |                            |   |   |                    |                    |                    |                    |                    |  | 6 | Boca Juniors       | 0                  | 1                  | 1                  |                    |  |          |                 |                 |                 |  |
|  |                            |                            | 10                         | River Plate                | 2                          | 0 | 2 |                    |                    |                    |                    |                    |  |   |                    |                    |                    |                    |                    |  |          |                 |                 |                 |  |
|  | 4                          | Cerro Porteño              | 10                         | River Plate                | 2                          | 0 | 2 | 0                  | 2                  | 2                  |                    |                    |  |   |                    |                    |                    |                    |                    |  |          |                 |                 |                 |  |
|  | 4                          | Cerro Porteño              |                            |                            |                            |   |   |                    |                    | 2                  |                    |                    |  |   |                    |                    |                    |                    |                    |  |          |                 |                 |                 |  |
|  | 13                         | San Lorenzo                | 0                          | 1                          | 1                          |   |   |                    |                    |                    |                    |                    |  |   |                    |                    |                    |                    |                    |  |          |                 |                 |                 |  |
|  | 13                         | San Lorenzo                | 0                          | 1                          | 1                          |   | 4 | Cerro Porteño      | 0                  | 1                  | 1                  |                    |  |   |                    |                    |                    |                    |                    |  |          |                 |                 |                 |  |
|  |                            |                            |                            |                            |                            |   | 4 | Cerro Porteño      | 0                  | 1                  | 1                  |                    |  |   |                    |                    |                    |                    |                    |  |          |                 |                 |                 |  |
|  |                            |                            | 10                         | River Plate                | 2                          | 1 | 3 |                    |                    |                    |                    |                    |  |   |                    |                    |                    |                    |                    |  |          |                 |                 |                 |  |
|  | 2                          | Cruzeiro                   | 10                         | River Plate                | 2                          | 1 | 3 | 0                  | 0                  | 0 (2)              |                    |                    |  |   |                    |                    |                    |                    |                    |  |          |                 |                 |                 |  |
|  | 2                          | Cruzeiro                   |                            |                            |                            |   |   |                    |                    | 0 (2)              |                    |                    |  |   |                    |                    |                    |                    |                    |  |          |                 |                 |                 |  |
|  | 10                         | River Plate                | 0                          | 0                          | 0 (4)                      |   |   |                    |                    |                    |                    |                    |  |   |                    |                    |                    |                    |                    |  |          |                 |                 |                 |  |
|  | 10                         | River Plate                | 0                          | 0                          | 0 (4)                      |   |   |                    |                    |                    |                    |                    |  |   |                    |                    |                    |                    |                    |  |          |                 |                 |                 |  |
|  |                            |                            |                            |                            |                            |   |   |                    |                    |                    |                    |                    |  |   |                    |                    |                    |                    |                    |  |          |                 |                 |                 |  |

- Nota: En las series a dos partidos, el equipo con el menor número de orden y que ocupa la primera línea es el que definió la serie como local.

### Octavos de final
| 23 de julio de 2019, 19:30 (UTC-3) | River Plate | 0:0     | Cruzeiro | Estadio Monumental, Buenos Aires                           |                                                            |
|                                    |             | Reporte |          | Asistencia: 50 073 espectadores Árbitro(s): Julio Bascuñán | Asistencia: 50 073 espectadores Árbitro(s): Julio Bascuñán |

| 30 de julio de 2019, 19:30 (UTC-3) | Cruzeiro                          | 0:0 (2:4 p.)               | River Plate                                    | Estadio Mineirão, Belo Horizonte                          |                                                           |
|                                    |                                   | Reporte                    |                                                | Asistencia: 51 324 espectadores Árbitro(s): Roberto Tobar | Asistencia: 51 324 espectadores Árbitro(s): Roberto Tobar |
|                                    |                                   | Tiros desde el punto penal |                                                |                                                           |                                                           |
|                                    | Henrique · Fred · David · Robinho |                            | De La Cruz · Montiel · Martínez Quarta · Borré |                                                           |                                                           |

| 24 de julio de 2019, 19:15 (UTC-3) | San Lorenzo | 0:0     | Cerro Porteño | Estadio Nuevo Gasómetro, Buenos Aires                     |                                                           |
|                                    |             | Reporte |               | Asistencia: 35 000 espectadores Árbitro(s): Roberto Tobar | Asistencia: 35 000 espectadores Árbitro(s): Roberto Tobar |

| 31 de julio de 2019, 18:15 (UTC-4) | Cerro Porteño                  | 2:1 (0:1) | San Lorenzo        | Estadio General Pablo Rojas, Asunción                     |                                                           |
|                                    | Larrivey 56' (pen.) · Ruiz 63' | Reporte   | Bareiro 17' (pen.) | Asistencia: 39 467 espectadores Árbitro(s): Wilmar Roldán | Asistencia: 39 467 espectadores Árbitro(s): Wilmar Roldán |

| 23 de julio de 2019, 19:30 (UTC-5) | Liga de Quito                          | 3:1 (1:0) | Olimpia   | Estadio Rodrigo Paz Delgado, Quito                           |                                                              |
|                                    | Ayoví 12' · J. Julio 73' · Aguirre 85' | Reporte   | Rojas 61' | Asistencia: 29 145 espectadores Árbitro(s): Patricio Loustau | Asistencia: 29 145 espectadores Árbitro(s): Patricio Loustau |

| 30 de julio de 2019, 20:30 (UTC-4) | Olimpia      | 1:1 (1:1) | Liga de Quito | Estadio Defensores del Chaco, Asunción                 |                                                        |
|                                    | Mendieta 35' | Reporte   | J. Julio 20'  | Asistencia: 32 335 espectadores Árbitro(s): Diego Haro | Asistencia: 32 335 espectadores Árbitro(s): Diego Haro |

| 24 de julio de 2019, 21:30 (UTC-3) | Athletico Paranaense | 0:1 (0:0) | Boca Juniors        | Arena da Baixada, Curitiba                                   |                                                              |
|                                    |                      | Reporte   | A. Mac Allister 83' | Asistencia: 38 242 espectadores Árbitro(s): Daniel Fedorczuk | Asistencia: 38 242 espectadores Árbitro(s): Daniel Fedorczuk |

| 31 de julio de 2019, 21:30 (UTC-3) | Boca Juniors             | 2:0 (0:0) | Athletico Paranaense | Estadio La Bombonera, Buenos Aires                         |                                                            |
|                                    | Ábila 56' · Salvio 90+5' | Reporte   |                      | Asistencia: 44 091 espectadores Árbitro(s): Julio Bascuñán | Asistencia: 44 091 espectadores Árbitro(s): Julio Bascuñán |

| 23 de julio de 2019, 21:30 (UTC-3) | Godoy Cruz    | 2:2 (2:1) | Palmeiras                   | Estadio Malvinas Argentinas, Mendoza                      |                                                           |
|                                    | García 6' 29' | Reporte   | Felipe Melo 34' · Borja 59' | Asistencia: 28 000 espectadores Árbitro(s): Wilmar Roldán | Asistencia: 28 000 espectadores Árbitro(s): Wilmar Roldán |

| 30 de julio de 2019, 21:30 (UTC-3) | Palmeiras                                                      | 4:0 (0:0) | Godoy Cruz | Allianz Parque, São Paulo                                    |                                                              |
|                                    | Raphael Veiga 56' (pen.) · Borja 74' · Scarpa 83' · Dudu 90+3' | Reporte   |            | Asistencia: 34 453 espectadores Árbitro(s): Esteban Ostojich | Asistencia: 34 453 espectadores Árbitro(s): Esteban Ostojich |

| 25 de julio de 2019, 21:30 (UTC-3) | Grêmio                  | 2:0 (0:0) | Libertad | Arena do Grêmio, Porto Alegre                                |                                                              |
|                                    | Tardelli 71' · Braz 84' | Reporte   |          | Asistencia: 39 512 espectadores Árbitro(s): Esteban Ostojich | Asistencia: 39 512 espectadores Árbitro(s): Esteban Ostojich |

| 1 de agosto de 2019, 20:30 (UTC-4) | Libertad | 0:3 (0:3) | Grêmio                                   | Estadio Defensores del Chaco, Asunción                      |                                                             |
|                                    |          | Reporte   | Jean Pyerre 6' (pen.) · André 20', 45+2' | Asistencia: 25 951 espectadores Árbitro(s): Víctor Carrillo | Asistencia: 25 951 espectadores Árbitro(s): Víctor Carrillo |

| 24 de julio de 2019, 19:30 (UTC-5) | Emelec                  | 2:0 (1:0) | Flamengo | Estadio Banco del Pacífico-Capwell, Guayaquil                  |                                                                |
|                                    | Godoy 10' · Caicedo 79' | Reporte   |          | Asistencia: 30 000 espectadores Árbitro(s): Fernando Rapallini | Asistencia: 30 000 espectadores Árbitro(s): Fernando Rapallini |

| 31 de julio de 2019, 21:30 (UTC-3) | Flamengo                                        | 2:0 (2:0) (4:2 p.)         | Emelec                                | Estadio Maracaná, Río de Janeiro                          |                                                           |
|                                    | Gabriel Barbosa 10' (pen.), 19'                 | Reporte                    |                                       | Asistencia: 62 318 espectadores Árbitro(s): Néstor Pitana | Asistencia: 62 318 espectadores Árbitro(s): Néstor Pitana |
|                                    |                                                 | Tiros desde el punto penal |                                       |                                                           |                                                           |
|                                    | De Arrascaeta · Bruno Henrique · Renê · Rafinha |                            | B. Angulo · Cortez · Arroyo · Queiróz |                                                           |                                                           |

| 24 de julio de 2019, 19:15 (UTC-3) | Nacional | 0:1 (0:0) | Internacional | Estadio Gran Parque Central, Montevideo                   |                                                           |
|                                    |          | Reporte   | Guerrero 90'  | Asistencia: 20 500 espectadores Árbitro(s): Néstor Pitana | Asistencia: 20 500 espectadores Árbitro(s): Néstor Pitana |

| 31 de julio de 2019, 19:15 (UTC-3) | Internacional               | 2:0 (1:0) | Nacional | Estadio Beira-Rio, Porto Alegre                                |                                                                |
|                                    | Moledo 16' · Guerrero 90+4' | Reporte   |          | Asistencia: 39 515 espectadores Árbitro(s): Fernando Rapallini | Asistencia: 39 515 espectadores Árbitro(s): Fernando Rapallini |

### Cuartos de final
| 22 de agosto de 2019, 19:15 (UTC-3) | River Plate                            | 2:0 (1:0) | Cerro Porteño | Estadio Monumental, Buenos Aires                            |                                                             |
|                                     | Fernández 7' (pen.) · Borré 64' (pen.) | Reporte   |               | Asistencia: 60 000 espectadores Árbitro(s): Víctor Carrillo | Asistencia: 60 000 espectadores Árbitro(s): Víctor Carrillo |

| 29 de agosto de 2019, 18:15 (UTC-4) | Cerro Porteño   | 1:1 (1:0) | River Plate    | Estadio General Pablo Rojas, Asunción                      |                                                            |
|                                     | Haedo Valdez 7' | Reporte   | De La Cruz 51' | Asistencia: 43 674 espectadores Árbitro(s): Julio Bascuñán | Asistencia: 43 674 espectadores Árbitro(s): Julio Bascuñán |

| 21 de agosto de 2019, 17:15 (UTC-5) | Liga de Quito | 0:3 (0:1) | Boca Juniors                                 | Estadio Rodrigo Paz Delgado, Quito                        |                                                           |
|                                     |               | Reporte   | Ábila 10' · Reynoso 46' · Caicedo 80' (a.g.) | Asistencia: 32 092 espectadores Árbitro(s): Wilmar Roldán | Asistencia: 32 092 espectadores Árbitro(s): Wilmar Roldán |

| 28 de agosto de 2019, 19:15 (UTC-3) | Boca Juniors | 0:0     | Liga de Quito | Estadio La Bombonera, Buenos Aires                         |                                                            |
|                                     |              | Reporte |               | Asistencia: 48 000 espectadores Árbitro(s): Wilton Sampaio | Asistencia: 48 000 espectadores Árbitro(s): Wilton Sampaio |

| 20 de agosto de 2019, 21:30 (UTC-3) | Grêmio | 0:1 (0:1) | Palmeiras  | Arena do Grêmio, Porto Alegre                                |                                                              |
|                                     |        | Reporte   | Scarpa 30' | Asistencia: 45 510 espectadores Árbitro(s): Patricio Loustau | Asistencia: 45 510 espectadores Árbitro(s): Patricio Loustau |

| 27 de agosto de 2019, 21:30 (UTC-3) | Palmeiras        | 1:2 (1:2) | Grêmio                    | Estadio Pacaembú, São Paulo                               |                                                           |
|                                     | Luiz Adriano 13' | Reporte   | Everton 17' · Alisson 21' | Asistencia: 38 516 espectadores Árbitro(s): Néstor Pitana | Asistencia: 38 516 espectadores Árbitro(s): Néstor Pitana |

| 21 de agosto de 2019, 21:30 (UTC-3) | Flamengo               | 2:0 (0:0) | Internacional | Estadio Maracaná, Río de Janeiro                          |                                                           |
|                                     | Bruno Henrique 75' 79' | Reporte   |               | Asistencia: 68 432 espectadores Árbitro(s): Roberto Tobar | Asistencia: 68 432 espectadores Árbitro(s): Roberto Tobar |

| 28 de agosto de 2019, 21:30 (UTC-3) | Internacional       | 1:1 (0:0) | Flamengo            | Estadio Beira-Rio, Porto Alegre                              |                                                              |
|                                     | Rodrigo Lindoso 61' | Reporte   | Gabriel Barbosa 84' | Asistencia: 45 619 espectadores Árbitro(s): Patricio Loustau | Asistencia: 45 619 espectadores Árbitro(s): Patricio Loustau |

### Semifinales
| 1 de octubre de 2019, 21:30 (UTC-3) | River Plate                     | 2:0 (1:0) | Boca Juniors | Estadio Monumental, Buenos Aires                          |                                                           |
|                                     | Borré 6' (pen.) · Fernández 69' | Reporte   |              | Asistencia: 62 027 espectadores Árbitro(s): Raphael Claus | Asistencia: 62 027 espectadores Árbitro(s): Raphael Claus |

| 22 de octubre de 2019, 21:30 (UTC-3) | Boca Juniors | 1:0 (0:0) | River Plate | Estadio La Bombonera, Buenos Aires                         |                                                            |
|                                      | Hurtado 80'  | Reporte   |             | Asistencia: 48 913 espectadores Árbitro(s): Wilton Sampaio | Asistencia: 48 913 espectadores Árbitro(s): Wilton Sampaio |

| 2 de octubre de 2019, 21:30 (UTC-3) | Grêmio   | 1:1 (0:0) | Flamengo           | Arena do Grêmio, Porto Alegre                             |                                                           |
|                                     | Pepê 87' | Reporte   | Bruno Henrique 68' | Asistencia: 55 032 espectadores Árbitro(s): Néstor Pitana | Asistencia: 55 032 espectadores Árbitro(s): Néstor Pitana |

| 23 de octubre de 2019, 21:30 (UTC-3) | Flamengo                                                                          | 5:0 (1:0) | Grêmio | Estadio Maracaná, Río de Janeiro                             |                                                              |
|                                      | Bruno Henrique 42' · Gabriel Barbosa 46' 55' (pen.) · Marí 66' · Rodrigo Caio 70' | Reporte   |        | Asistencia: 69 125 espectadores Árbitro(s): Patricio Loustau | Asistencia: 69 125 espectadores Árbitro(s): Patricio Loustau |

### Final
| 23 de noviembre de 2019, 15:00 (UTC-5) | Flamengo                   | 2:1 (0:1) | River Plate | Estadio Monumental, Lima                                  |                                                           |
|                                        | Gabriel Barbosa 89', 90+2' | Reporte   | Borré 15'   | Asistencia: 78 573 espectadores Árbitro(s): Roberto Tobar | Asistencia: 78 573 espectadores Árbitro(s): Roberto Tobar |

|                             |
| Bandera de Brasil           |
| Campeón Flamengo 2.º título |

## Estadísticas y premios

### Mejor Jugador
| Jugador        | Club     |
| -------------- | -------- |
| Bruno Henrique | Flamengo |

### Goleadores
| Jugador          | Club                      | Goles | PJ |
| ---------------- | ------------------------- | ----- | -- |
| Gabriel Barbosa  | Flamengo                  | 9     | 12 |
| Marco Ruben      | Athletico Paranaense      | 6     | 8  |
| Gustavo Scarpa   | Palmeiras                 | 6     | 8  |
| Adrián Martínez  | Libertad                  | 6     | 11 |
| Patricio Rubio   | Universidad de Concepción | 5     | 6  |
| Ricardo Oliveira | Atlético Mineiro          | 5     | 9  |
| Bruno Henrique   | Flamengo                  | 5     | 13 |
| Paolo Guerrero   | Internacional             | 4     | 6  |

### Asistentes
| Jugador           | Club             | Asistencias |
| ----------------- | ---------------- | ----------- |
| Bruno Henrique    | Flamengo         | 5           |
| Alan Benítez      | Libertad         | 4           |
| Joel Sánchez      | Melgar           | 4           |
| Alisson           | Grêmio           | 3           |
| Juan Cazares      | Atlético Mineiro | 3           |
| Dudu              | Palmeiras        | 3           |
| Everton           | Grêmio           | 3           |
| Éverton Ribeiro   | Flamengo         | 3           |
| Ignacio Fernández | River Plate      | 3           |
| Nicolás López     | Internacional    | 3           |
| Rafael Sóbis      | Internacional    | 3           |
| Ricardo Martins   | Caracas          | 3           |

### Equipo Ideal
| Equipo Ideal 2019 | Equipo Ideal 2019     | Equipo Ideal 2019 |
| Pos.              | Futbolista            | Equipo            |
| ----------------- | --------------------- | ----------------- |
| Guardameta        | Esteban Andrada       | Boca Juniors      |
| Defensa           | Lucas Martínez Quarta | River Plate       |
| Defensa           | Rodrigo Caio          | Flamengo          |
| Defensa           | Pablo Marí            | Flamengo          |
| Centrocampista    | Enzo Pérez            | River Plate       |
| Centrocampista    | Éverton Ribeiro       | Flamengo          |
| Centrocampista    | Gustavo Scarpa        | Palmeiras         |
| Centrocampista    | Ignacio Fernández     | River Plate       |
| Centrocampista    | Éverton               | Grêmio            |
| Delantero         | Gabriel Barbosa       | Flamengo          |
| Delantero         | Bruno Henrique        | Flamengo          |